# Waldhäuser Ost

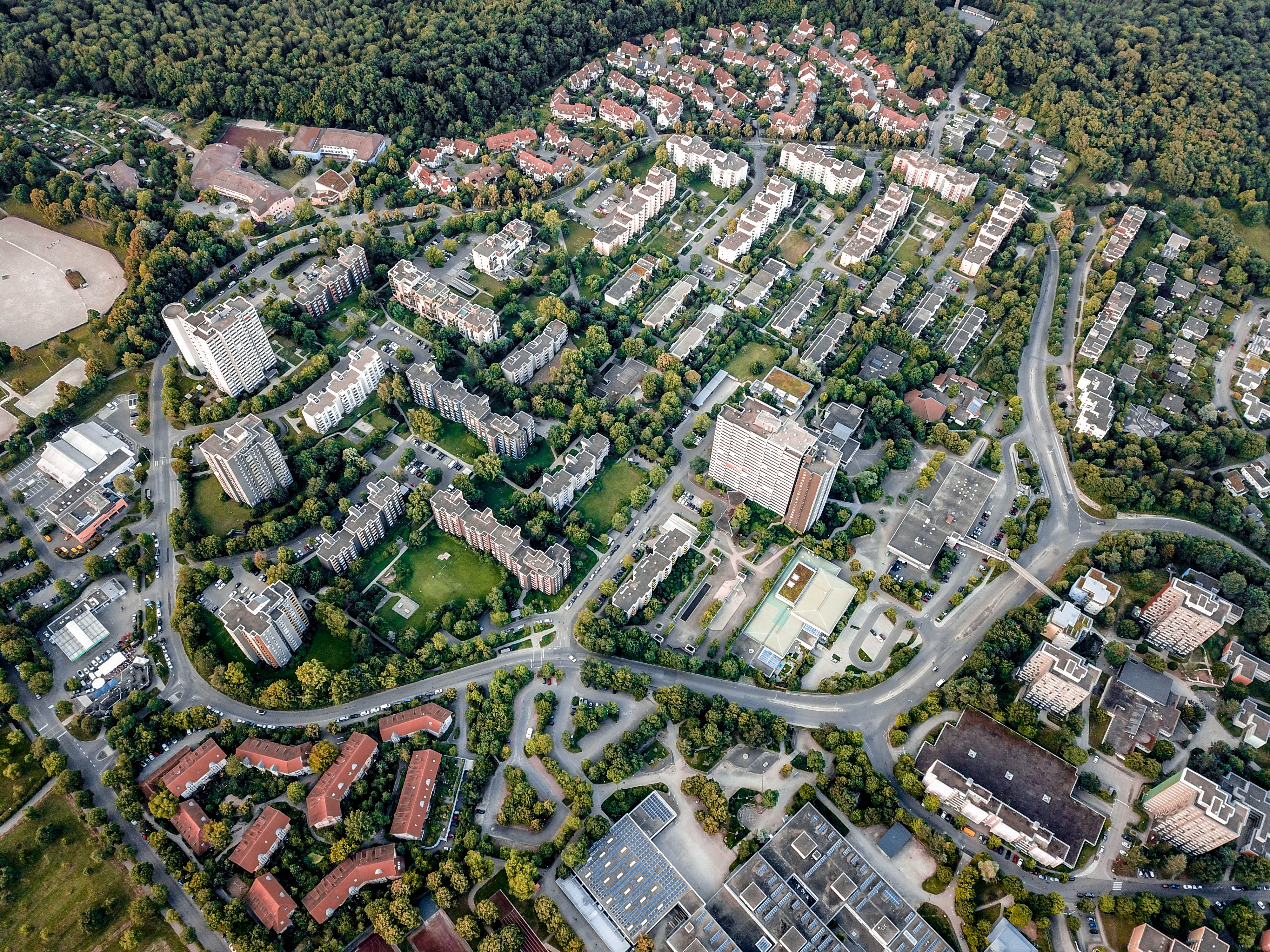
Waldhäuser Ost aus der Luft

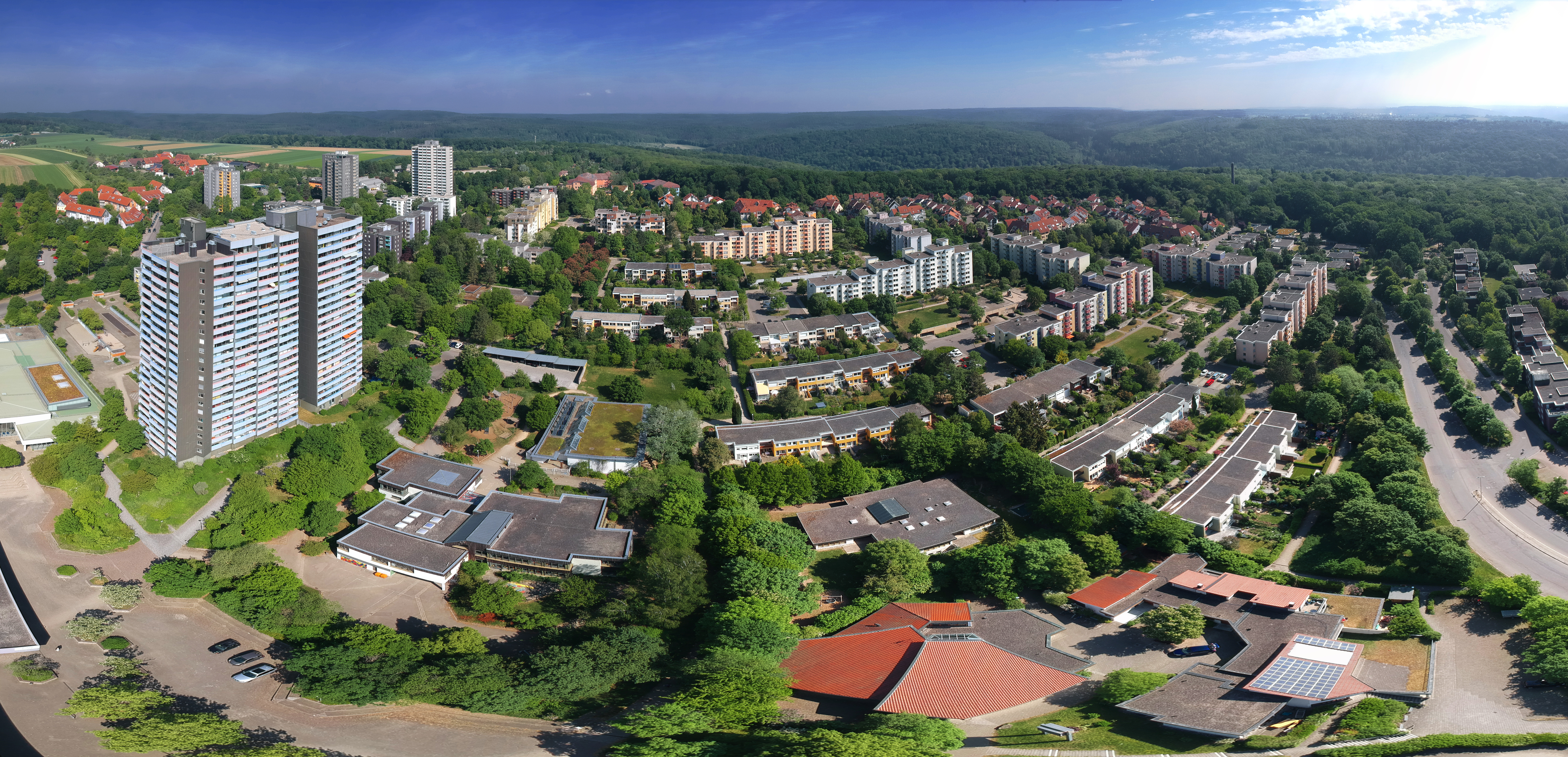
Waldhäuser Ost aus der Luft

Waldhäuser Ost (kurz: WHO) ist ein Stadtteil der Universitätsstadt Tübingen. Er liegt nördlich der Innenstadt und wurde neben dem Weiler Waldhausen errichtet, der schon zu Tübingen gehörte und heute ein Teil des Stadtteils Wanne ist.

## Lage

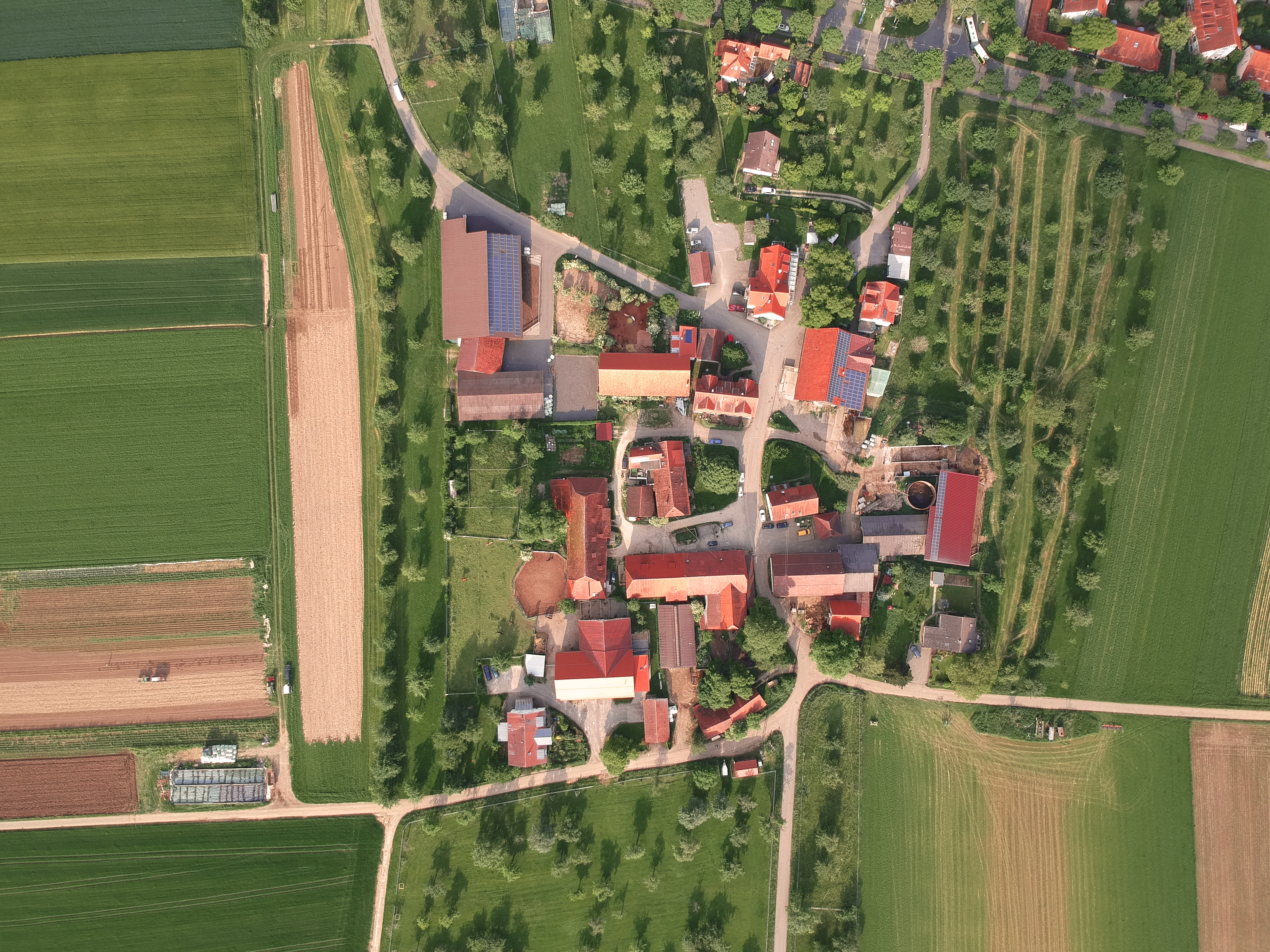
Waldhausen in Tübingen senkrecht von oben

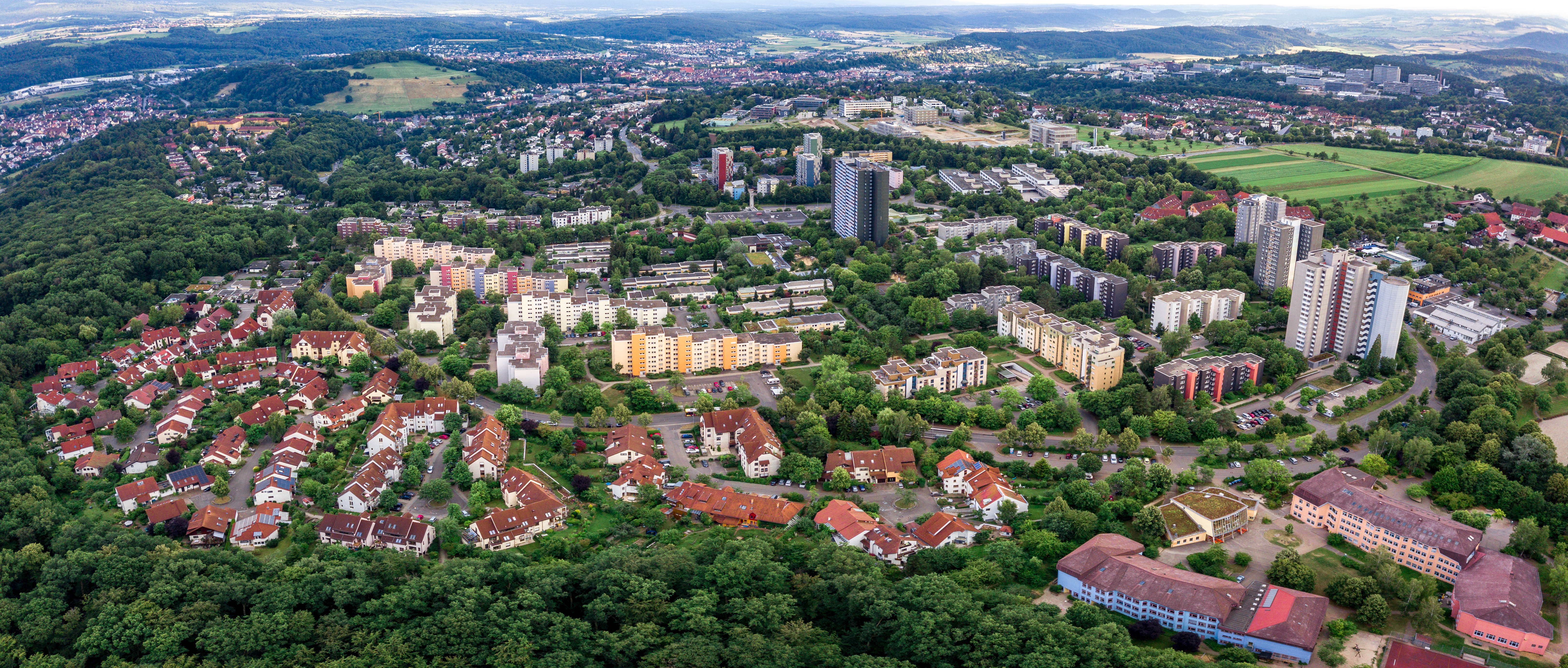
Waldhäuser Ost von Norden aus gesehen

Waldhäuser Ost  ist der höchstgelegene Stadtteil am nördlichen Stadtrand und liegt auf einer leicht geneigten Anhöhe. Die westliche Abgrenzung zum Stadtteil Wanne ist die Waldhäuser Straße und die südliche zum Stadtteil Schönblick/Winkelwiese ist der Nordring. Das Studentendorf WHO wird durch den Berliner Ring und die Waldhäuser Straße begrenzt. Zusammen mit den beiden letztgenannten Gebieten bildet WHO den Stadtteil mit der Ordnungsnummer 014.
Im Norden schließt sich unterhalb des Steilabfalls der Geißhalde der Stadtteil Bebenhausen an.
WHO ist gut an den öffentlichen Busverkehr angeschlossen. Tagsüber fahren die Busse teilweise im 5-Minuten-Takt ins Zentrum. An allen Wochentagen verkehren Nachtbuslinien.
Auf WHO ergibt sich auf Grund seiner Stadtrandlage ein vielfältiges Sportangebot. Bequem zu Fuß zu erreichen sind ein großes Hallenbad, mehrere Sportplätze für Fuß- und Basketball, Reitanlagen und Waldsportpfade, die geeignet zum Joggen oder für Biking-Touren sind. Auch Wanderungen im Schönbuch können hier begonnen werden.

## Struktur
Es handelt sich um eine typische Wohnblock- und Hochhaussiedlung der 1960er und 1970er Jahre. Hier stehen die höchsten Hochhäuser Tübingens. Das Viertel wird von einer großen, kreisförmigen Straße, dem Berliner Ring, durchzogen. Quer dazu zweigen Nebenstraßen ab. Sie sind nach Bäumen benannt und gegen den Uhrzeigersinn alphabetisch geordnet, wobei der Fichtenweg eine Ausnahme bildet. Dieser befindet sich zwischen Weißdornweg und Ahornweg. Das größte Hochhaus im Zentrum von WHO (Weißdornweg 14) beherbergt etwa 400 Menschen.

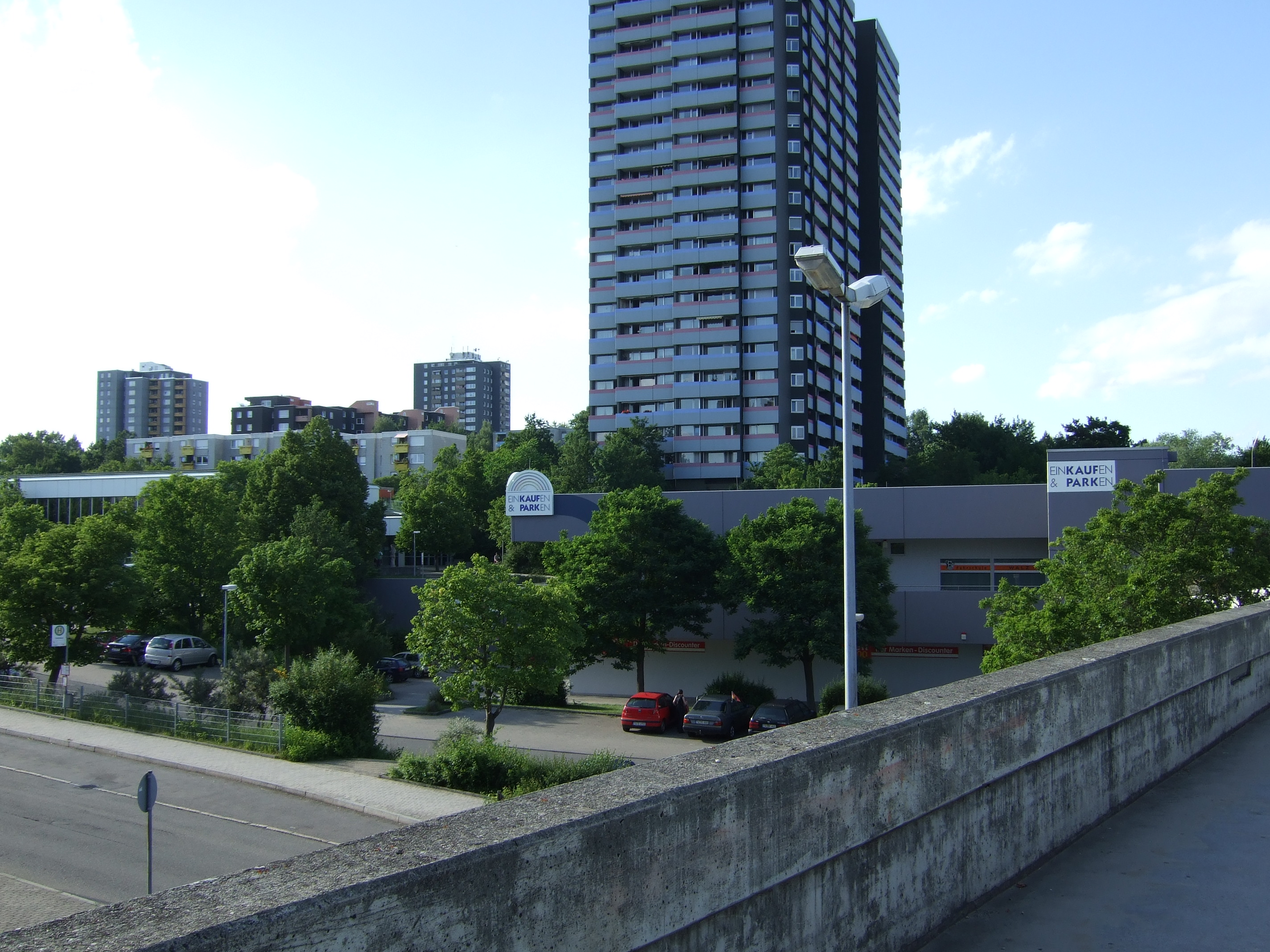
Waldhäuser Ost mit Hochhäusern, Einkaufszentrum und größtenteils durch Bäume verdeckter Schwimmhalle mit Sauna

Ebenfalls im Zentrum befindet sich eine Grundschule sowie die Geschwister-Scholl-Schule und am nördlichen Rand die Tübinger Freie Waldorfschule, eine Gesamtschule. Die Geschwister-Scholl-Schule ist eine ehemalige Integrierte Gesamtschule, die in gemeinsamen Gebäuden, die in den Jahren 2003–2007 saniert wurden, eine Hauptschule, eine Realschule und ein Gymnasium beherbergt und seit dem Schuljahr 1984/85 eine kooperative Gesamtschule ist. Die Grundschule Winkelwiese/Waldhäuser Ost besteht aus zwei Abteilungen, von denen die eine auf WHO steht und die anderen im Stadtteil Schönblick/Winkelwiese. Am Rand der Siedlung stehen vermehrt beschaulichere Reihen- und Mehrfamilienhäuser, teilweise mit Gärten.
Es gibt ein Einkaufszentrum, ein Hallenbad (Hallenbad Nord) mit Sauna, die evangelische Dietrich-Bonhoeffer-Kirche mit einer Marc-Garnier-Orgel, zwei Jugendtreffs, mehrere Restaurants sowie ein Café, eine Bar und ein Imbiss. Ein ungewöhnliches Bauwerk ist das 50 Meter hohe Tübinger Wassersilo im Tannenweg, da es direkt an ein Hochhaus anschließt und so aussieht, als wäre es ein Teil davon – tatsächlich berühren sich die Bauwerke nicht. Auf WHO befinden sich mehrere Kinderbetreuungseinrichtungen verschiedener Träger (städtisch, konfessionell; Studentenwerk etc.).

## Geschichte
In der Beschreibung des Oberamts Tübingen von 1867 gibt es bei Tübingen einen Abschnitt »Bebenhausen mit Waldhausen«: Die Landwirthschaft sei in Waldhausen (im Vergleich mit Bebenhausen) „verhältnismäßig von Belang“ (Dinkel und Gerste; sehr viel dreiblättrigen Klee und Reps; Rindviehzucht). Waldhausen liege eine viertel Stunde südlich von Bebenhausen auf der Hochebene, „die Einwohnerschaft bilden 5 wohlhabende Bauernfamilien“. Eine Stadtchronik von Tübingen erwähnt für das Jahr 1901 einen großen Exerzierplatz bei Waldhausen. Der Weiler wird erstmals 1105 urkundlich genannt.
Aufgrund der Expansion der Universitätsstadt Tübingen in den 60er Jahren wurde 1968 mit dem Bau des Viertels Waldhäuser Ost auf dem ehemaligen Exerzierplatz nahe der erwähnten Bauernhofsiedlung begonnen. Im Jahre 1974 wohnten dort bereits 3 500 Menschen. Die Siedlung wurde ursprünglich vor allem für Ärzte und Krankenhauspersonal sowie Studenten angelegt, um der Wohnungsknappheit von Tübingen entgegenzuwirken.
Im August 2004 brannte einer von zwei Supermärkten des Einkaufszentrums aus, der erst im März 2005 wieder in Betrieb genommen wurde.